# West Des Moines, Iowa
West Des Moines, Iowa là một thành phố thuộc quận quận và quận trong tiểu bang Iowa, Hoa Kỳ. Thành phố có tổng diện tích km², trong đó diện tích đất là km². Theo ước tính của Cục điều tra dân số Hoa Kỳ năm 2008, thành phố có dân số 53.889 người. West Des Moines là thành phố lớn thứ hai trong vùng đô thị Des Moines và là thành phố lớn thứ mười ở Iowa.  Đây là một trong những thành phố lớn nhất và giàu có Iowa và một trong những vùng ngoại ô giàu có nhất Des Moines.